# Джордж Бернард Рейнолдс
Джордж Бернард Рейнолдс (англ. George Bernard Reynolds; 1853—1925) — англійський геолог, розвідник нафтових родовищ, першовідкривач перської нафти (родовище Месджеле-Солейман, 1908) та великої венесуельської нафти (родовище Ла-Росса, 1922).
Джордж Рейнолдс своєю свердловиною «Ел Барросо 2» відкрив велике родовище Ла-Росса в басейні озера Маракайбо, яке зробило Венесуелу першою за запасами нафти країною світу (родовище Шельф-Болівар та ін.).

## Цікаво
До 1922 р. залишалися під сумнівом потенціал венесуельської нафти та доцільність великих інвестицій. 14 грудня 1922 р. свердловина «El Barrosos 2» компанії «Ройял Датч Шелл» на ділянці Ла-Росса в басейні озера Маракайбо дала фонтан продуктивністю 100 тис. барелів на добу. Цікаво, що вибрав цю ділянку й керував бурильними роботами славнозвісний інженер-нафтовик Джордж Рейнолдс, той самий, який півтора десятиріччя тому відкрив першу нафту Персії поблизу Месджеде-Солейман. Після епохального відкриття нафти Середнього Сходу «Англо-Перська нафтова компанія» відправила Рейнолдса у відставку («Мавр виконав свою роботу, мавр може йти»). Компанія «Шелл» запропонувала досвідченому нафтовику «ще раз здивувати світ». Це може здаватися містикою, бо у Венесуелі на той час працювали десятки нафтових компаній (три з них — з першого десятка), сотні кращих спеціалістів — інженерів, геологів, бурильників, дрібних підприємців, але перше гігантське родовище країни відкрив саме Рейнолдс, причому ділянка Ла-Росса вважалася геологами й керівництвом «Шелл» малоперспективною, а прихильність до неї Рейнолдса — дивацтвом. Якщо слово «геній» придатне для характеристики шукача нафти, то це найбільш підходящий випадок в історії, оскільки одна людина відкрила світу дві нафтові «наддержави» в Західній Азії та Південній Америці (за запасами нафти Венесуела займає зараз перше місце в світі, Іран — четверте).

## Інтернет-ресурси
- George Bernard Reynolds [Архівовано 10 жовтня 2019 у Wayback Machine.]